# Gwalia
Gwalia es una antigua ciudad minera de oro situada a 233 kilómetros al norte de Kalgoorlie y a 828 kilómetros al este de Perth, en el gran desierto de victoria de Australia Occidental. Hoy en día, Gwalia es esencialmente una ciudad fantasma, después de haber estado en gran parte desierta desde que la principal fuente de empleo, la mina de oro Hijos de Gwalia, cerró en 1963. A sólo cuatro kilómetros al norte se encuentra la ciudad de Leonora, que sigue siendo el centro de las industrias mineras y pastorales de la zona.

## Historia
El pueblo Wongatha son los propietarios tradicionales y habitantes de Gwalia.
La minería subterránea en los Hijos de Gwalia comenzó en 1897, y continuó hasta 1963. Durante este tiempo produjo 2.644 millones de onzas (82,24 toneladas) de oro hasta una profundidad de 1080 metros (3543,3 pies) a través de un eje inclinado. Sons of Gwalia creció hasta convertirse en la mina de oro más grande de Australia Occidental fuera de Kalgoorlie, y la más profunda de su tipo en Australia. Los 2.644 millones de onzas recuperadas (1897-1963) ascienden en valor a 4.340 millones de dólares (4.550 millones de dólares australianos) a precios de agosto de 2012.
La zona donde se encuentran Leonora-Gwalia fue recorrida por primera vez por Sir John Forrest en 1869 durante una búsqueda infructuosa de señales de la expedición del explorador Ludwig Leichhardt desde el este. Forrest nombró un notable knoll Mount Leonora en honor a un pariente femenino. Pasaron varios años antes de que Edward "Doodah" Sullivan buscara por primera vez la zona en 1896 para la prospección de oro, tras los recientes hallazgos en Kalgoorlie y Coolgardie. El oro fue descubierto cerca de la base del monte Leonora en mayo de 1896 por Carlson, White y Glendinning, quienes nombraron la reivindicación "Hijos de Gwalia" en honor a Thomas Tobias, un tendero en Coolgardie, que los financió. El nombre Gwalia, el antiguo nombre para el país de Gales, fue elegido debido a la herencia galesa de Tobías. Luego vendieron su reclamo por £5,000 a George Hall, quien a su vez recuperó su inversión en aproximadamente un mes.
Hall buscó capital adicional, e inició negociaciones con una firma londinense, Bewick, Moreing &co. A su vez, enviaron a un joven geólogo estadounidense a la zona para desarrollar el hallazgo en una preocupación laboral. Ese geólogo era Herbert Hoover, quien más tarde se convertiría en Presidente de los Estados Unidos. Hoover llegó a Albany, Australia Occidental en mayo de 1897, viajó en tren a Coolgardie, y finalmente a la zona de Gwalia en camello. Se sugirió a sí mismo como gerente de la nueva mina. Entre sus sugerencias para reducir los costes laborales estaba contratar a trabajadores en su mayoría italianos. Como resultado, la población de la ciudad estaba compuesta en su mayoría por inmigrantes italianos, así como otros europeos, que buscaban riquezas en la nueva fiebre del oro de Australia.
La estancia de Hoover en Gwalia fue breve; fue enviado a China en diciembre de 1898 para desarrollar minas allí. La casa en la que vivía Hoover, con vistas a las operaciones de la mina, todavía existe, y hoy funciona como museo y posada de alojamiento y desayuno. Hoover regresó a Australia Occidental y Gwalia en 1902 como socio en Bewick Moreing y gerente de todos sus intereses en Australia Occidental.
A medida que la mina se desarrollaba, los trabajadores acampaban cerca, construyendo chabolas de hierro corrugado y tela hessiana, algunas con pisos de tierra. La ciudad de Gwalia nació. Mientras tanto, se estaba inspeccionando una zona al norte, que se convirtió en la ciudad de Leonora. Leonora se estableció formalmente en 1898, y las dos ciudades desarrollaron una cierta rivalidad. Esto se alivió cuando se construyó un tranvía de vapor que une las dos ciudades (1903), que se sume al enlace ferroviario de Kalgoorlie construido el año anterior. Fue el primer tranvía de este tipo construido en Australia Occidental. Fue reemplazado por un tranvía eléctrico en 1907. En 1902 se estableció una estación generadora de electricidad para proporcionar energía a las minas. Fue disparado por madera de mulga recogida de las áreas circundantes y se colocaron varios tranvías de calibre 2 pies para permitir el transporte. Gwalia también se convirtió en el hogar de la primera piscina pública del estado, y el primer Hotel Estatal (1903). Mientras que la piscina vio abandono junto con el resto de la ciudad cuando la mina cerró, el hotel permaneció ocupado por varios inquilinos, y se encuentra hoy como una atracción popular.
A medida que la mina crecía, también lo hacía la población de la ciudad. En 1901, Gwalia recibió a 884 residentes, mientras que Leonora tenía 314. En 1910, Leonora había crecido a 1.154, y Gwalia a un pico general de 1.114. Un gran desplome golpeó la zona en 1921 después de un incendio en la mina; los daños causaron que la minería se detuviera durante tres años. La recesión resultante redujo la población de ambas ciudades a la mitad. La zona creció lentamente después, pero nunca logró números de población anteriores mientras la mina estaba en funcionamiento. A principios de la década de 1960, los recursos de oro en los Hijos de Gwalia estaban gravando las técnicas existentes y la rentabilidad, y en diciembre de 1963, Bewick & Moreing cerró la mina. La población de la ciudad desapareció casi de la noche a la mañana. En 1966, la población combinada de Leonora y Gwalia era de sólo 338, la mayoría viviendo en Leonora.
Leonora siguió siendo un centro pastoral y el hogar de la Comarca de la administración de Leonora, pero Gwalia cayó en mal estado, con sólo unos pocos residentes que quedaban atrás. Sin embargo, tanto la ciudad como la mía se convirtieron gradualmente en atracciones turísticas populares.
Alrededor de 1969 se descubrió níquel en la zona, lo que provocó un nuevo crecimiento. La población de Leonora creció lentamente durante la década de 1970, pero Gwalia permaneció estancada y deteriorada. Un esfuerzo de preservación histórica comenzó en 1971 para restaurar y preservar las casas y edificios restantes de la ciudad, así como las estructuras originales de la mina (cabecera y construcción de bobinadora).
La década de 1980 vio a los Hijos de Gwalia reabrir bajo un nuevo esquema para aprovechar los recursos subterráneos utilizando métodos de extracción más modernos y eficientes. Un corte superpit en el funcionamiento original, que requiere que el marco de la cabeza y el edificio del bobinador se muevan. La nueva operación, que prometía 1,6 millones de onzas adicionales de oro, se negoció en la Bolsa australiana y experimentó un crecimiento significativo. La nueva mina finalmente produjo 2,4 millones de onzas de oro a un promedio de 5,2 gramos por tonelada, la misma cantidad que la antigua mina, pero en un tercio del tiempo.
Gwalia hizo noticia nacional en 2000 cuando un avión fletado que transportaba a siete trabajadores de Sons of Gwalia (más el piloto) se estrelló. El avión, un Bimotor Beechcraft Super King Air 200, aparentemente perdió la presión de la cabina poco después de despegar de Perth. El piloto y los pasajeros se quedaron sin suficiente oxígeno, y el avión continuó en línea recta en piloto automático hasta que se quedó sin combustible y se estrelló en Queensland, a 2840 kilómetros (1764,7 mi). El incidente reflejó la tragedia en Estados Unidos que se cobró el golfista Payne Stewart sólo unos meses antes.
Sons of Gwalia NL se encontró en dificultades financieras en 2004 (a través de cobertura), y el desplome resultante se convirtió en noticia principal en todo el país y envió olas a través del mercado de comercio de oro del mundo. La mina experimentó un resurgimiento a finales de la década de 2000, con St Barbara Limited desarrollando un declive más profundo. Los objetivos rondan los 2.000 metros bajo tierra, y la producción de oro comienza cuando alcanzan los 1.100 m. A partir de abril de 2008 el declive se sitúa en torno a los 1.000 metros verticales por debajo de la superficie, con un portal de la antigua fosa. Esta es una continuación de donde Hijos de Gwalia lo dejaron, a unos 375 metros verticales de altura.

## Galería

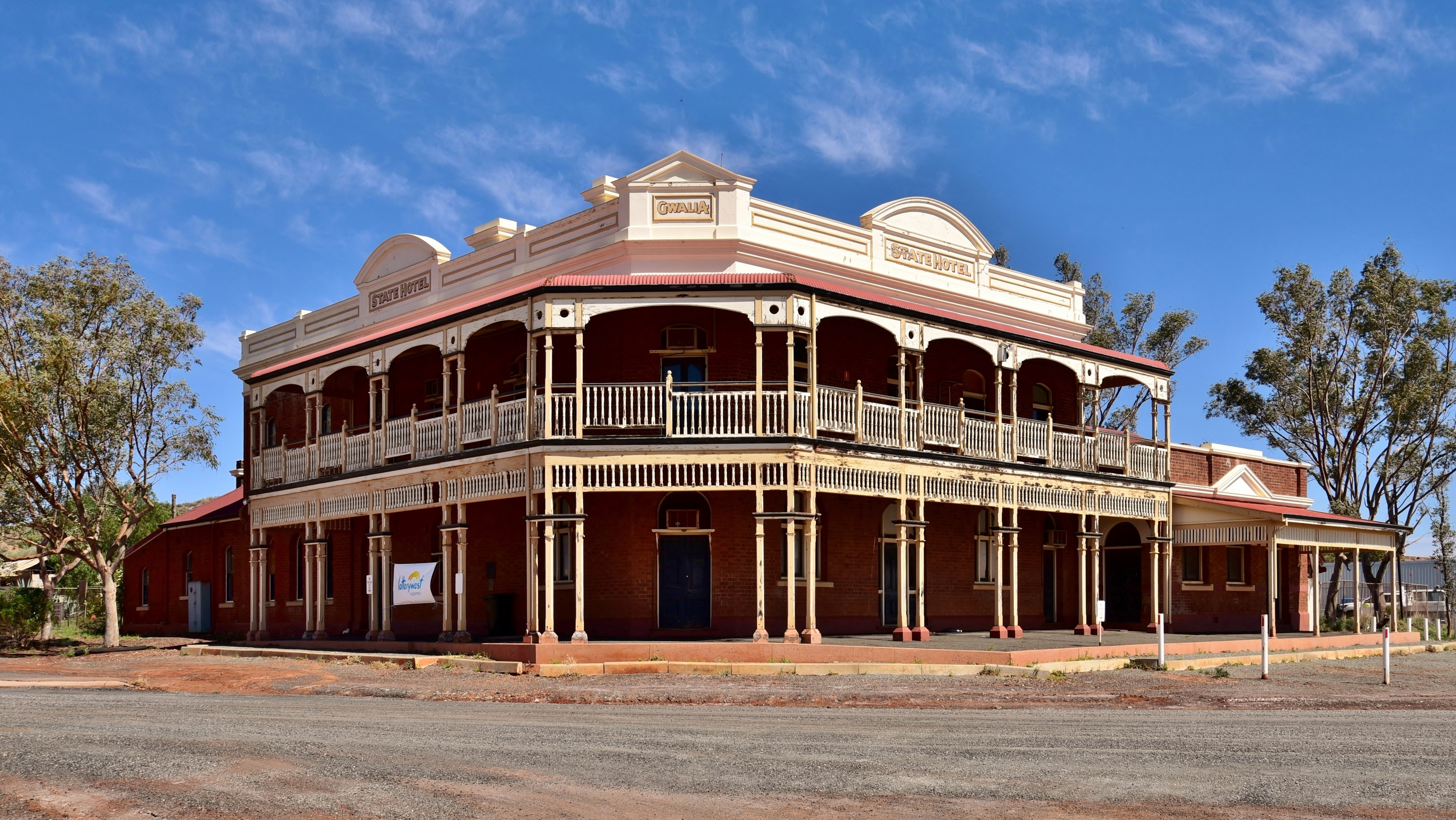
Exterior del Hotel Estatal.
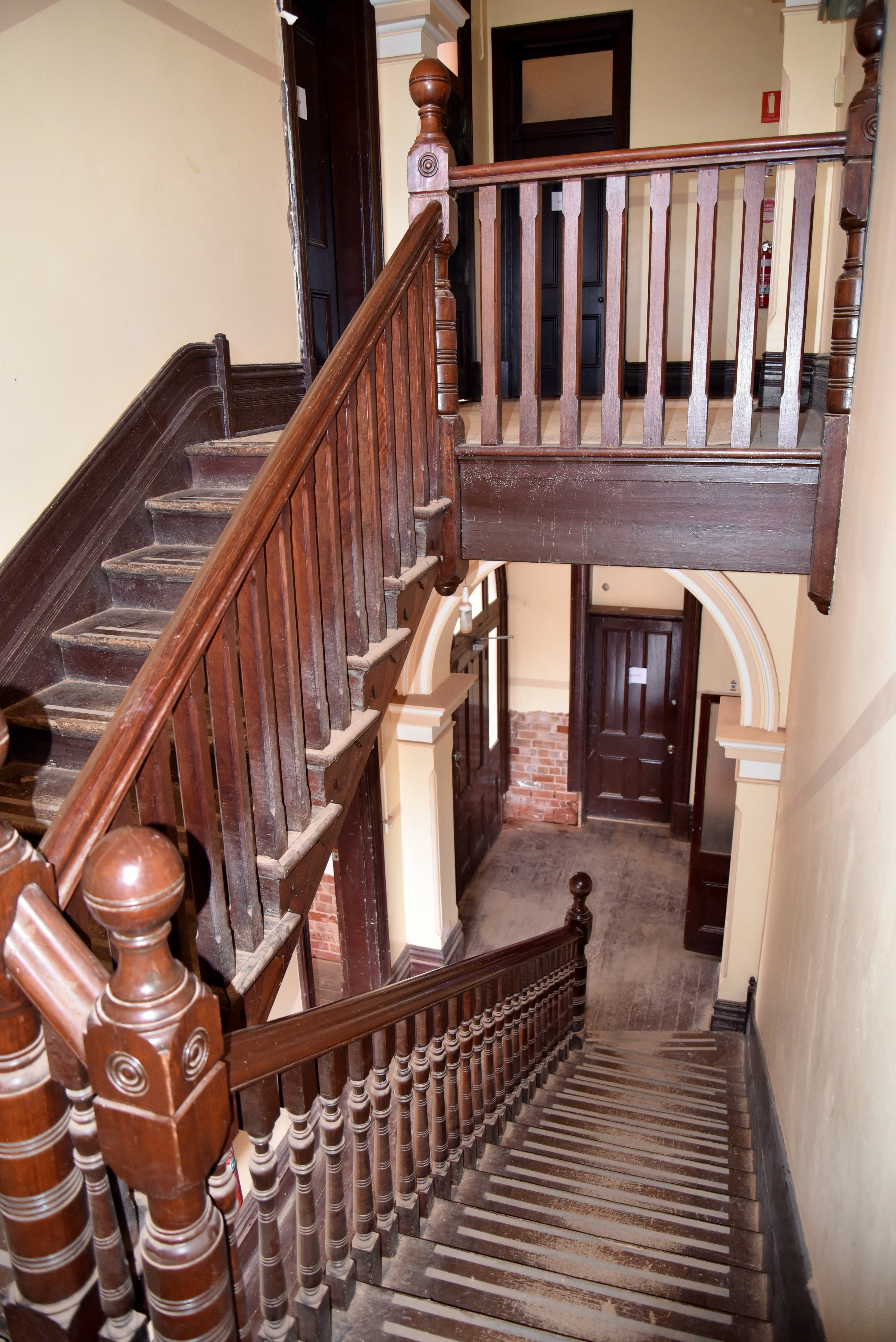
Hotel estatal en el interior
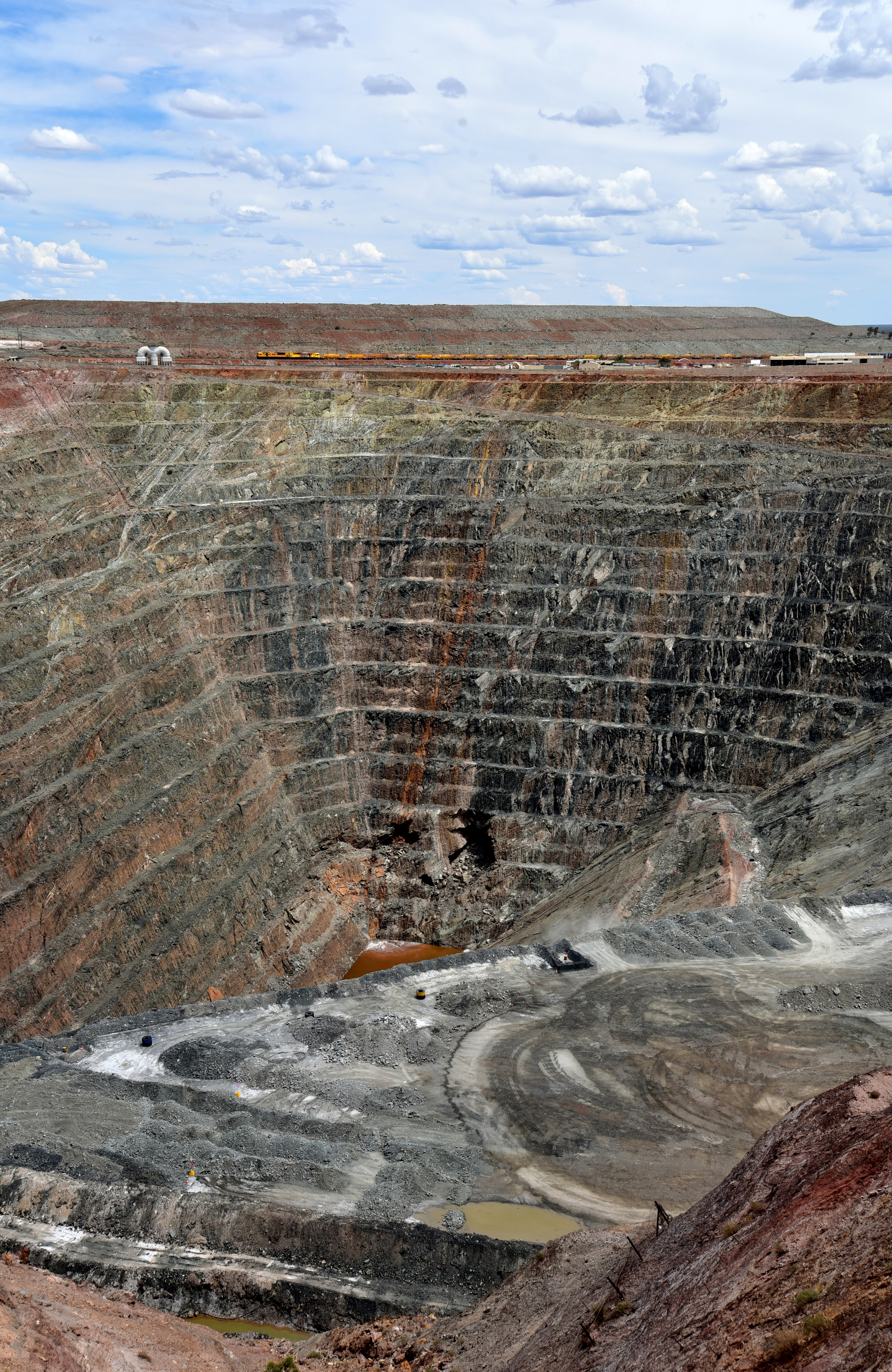
Hijos de la mina de oro gwalia en 2018
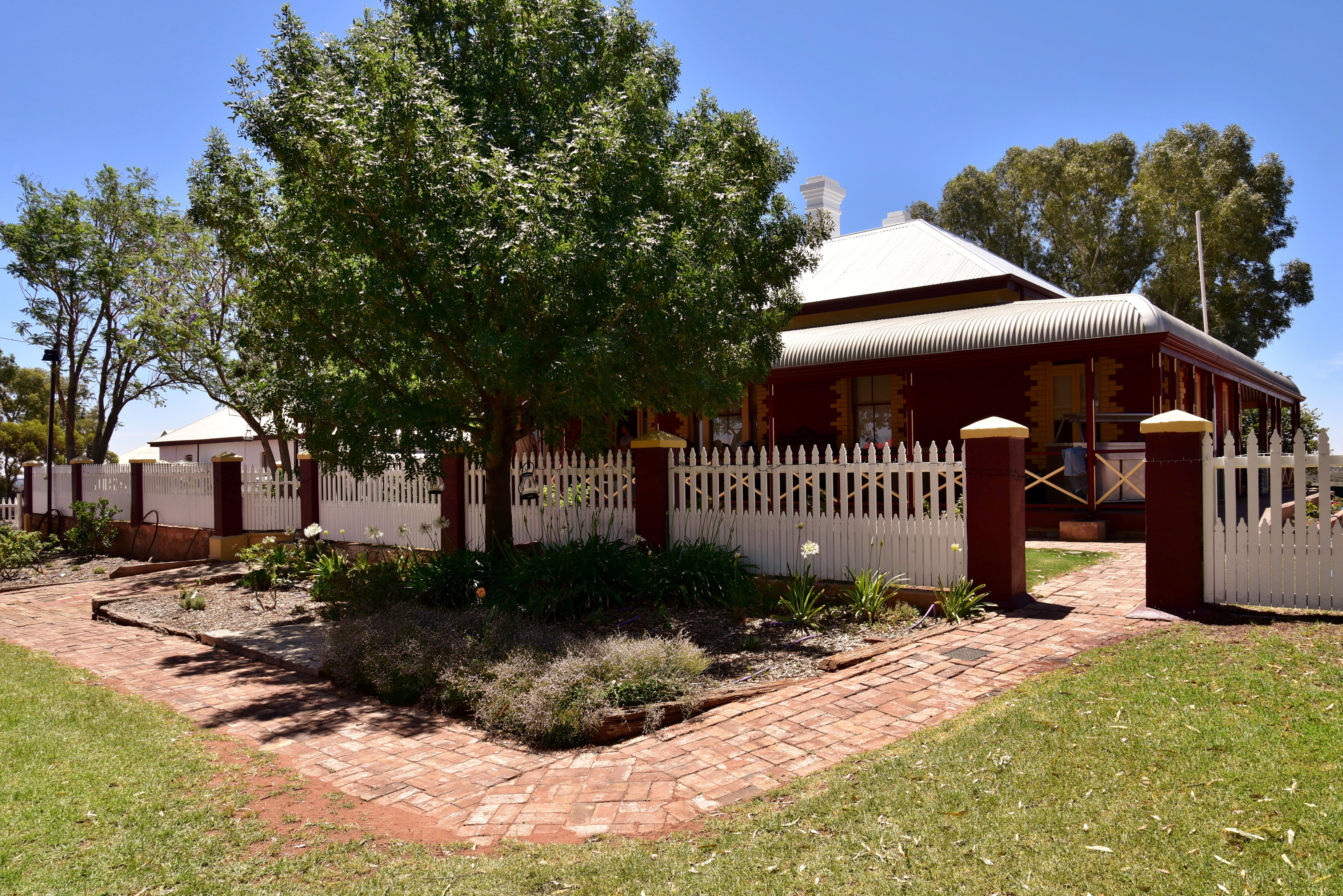
Hoover House
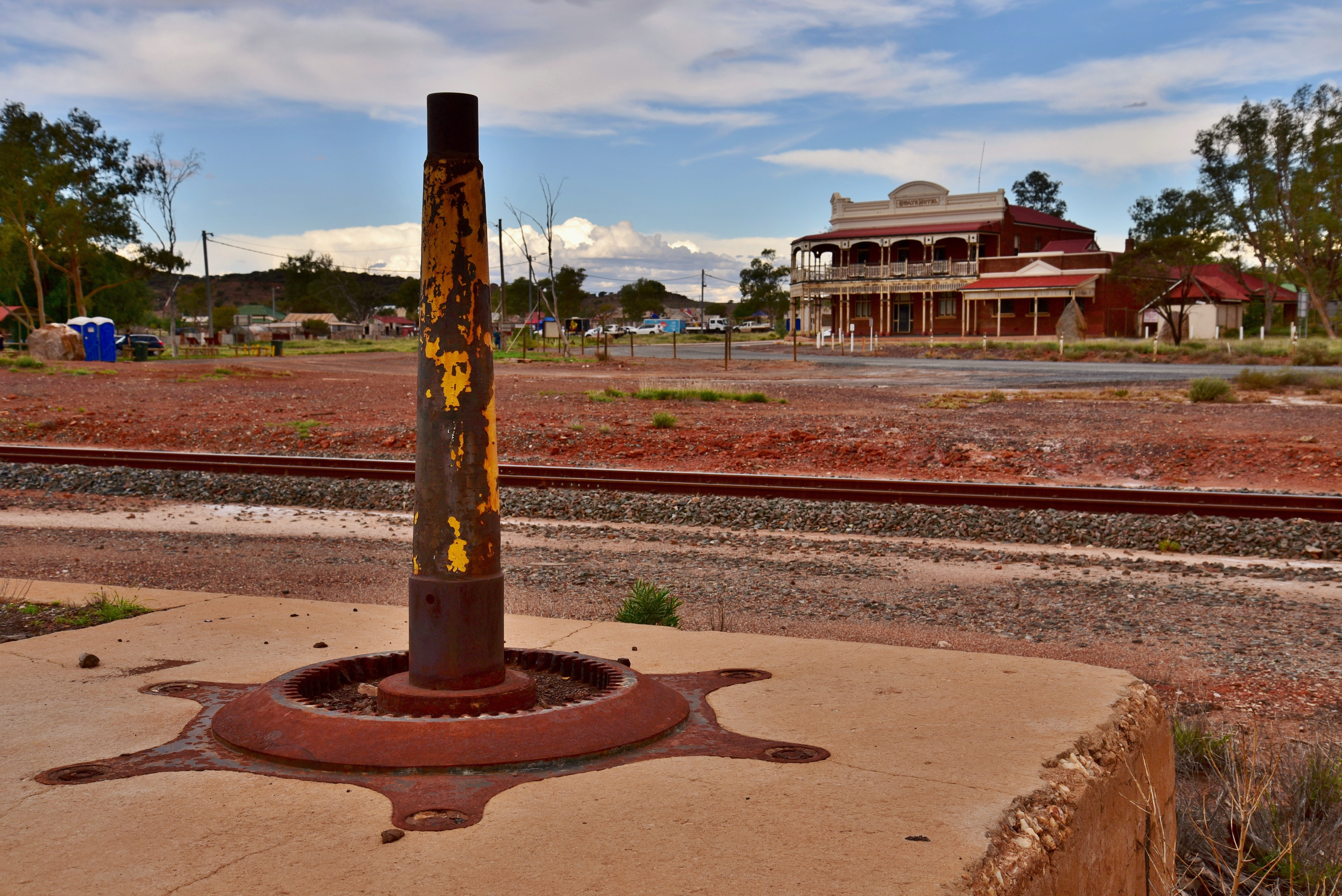
Ubicación antigua estación de tren
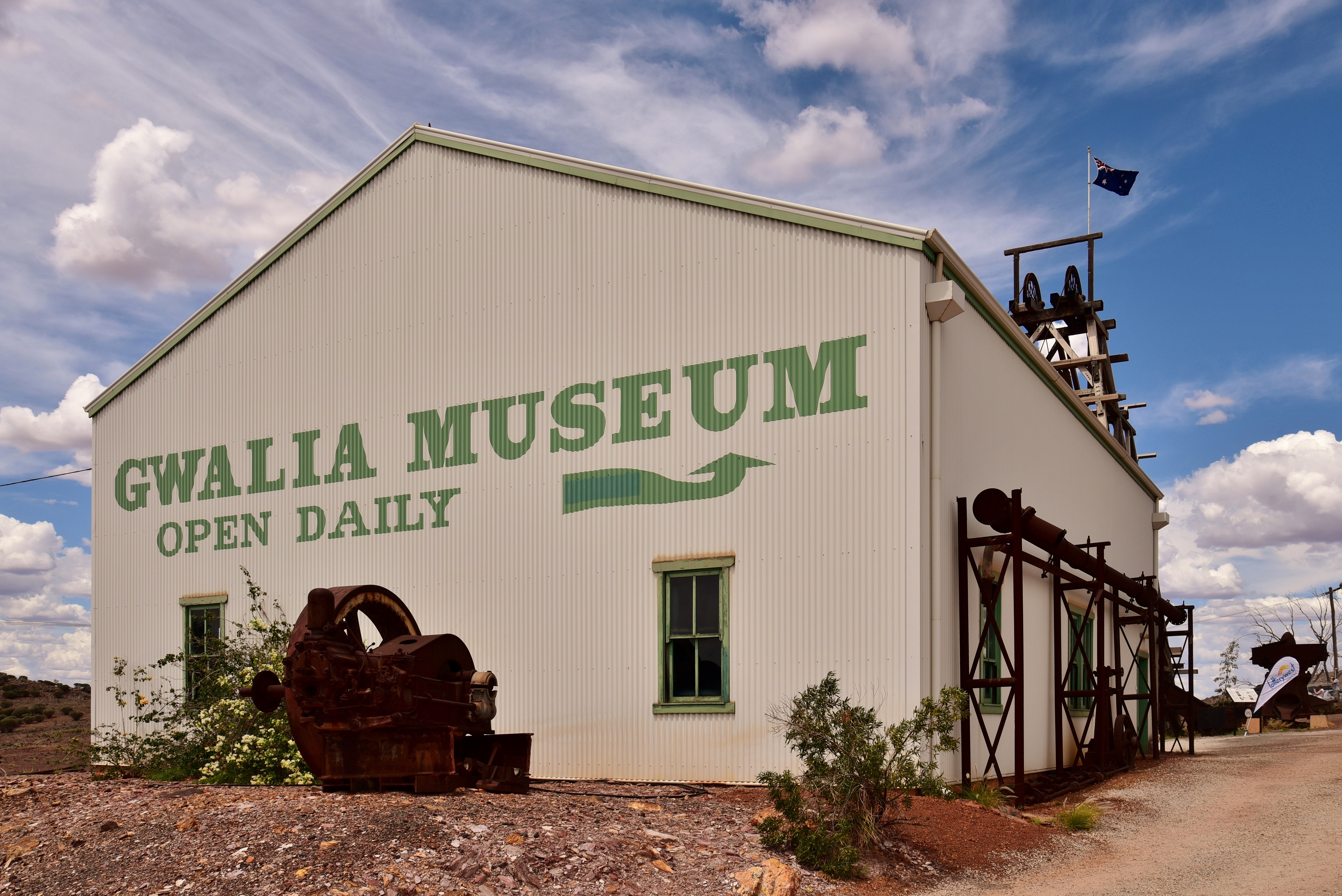
Museo de Gwalia